# David Brandl
David Karl Brandl (Linz, 19 aprile 1987) è un ex nuotatore austriaco, specializzato nello stile libero.

## Palmarès
- Europei

Eindhoven 2008: bronzo nella 4x200 m stile libero.